# Mo Ibrahim
Mohamed "Mo" Ibrahim, född 1946 i Sudan, är en brittisk telekomentreprenör och filantrop.

## Utbildning
Mo Ibrahim föddes i en nubisk bomullshandlarfamilj i Sudan, gick i skola i Alexandria i Egypten och vidareutbildade sig till elektroingenjör på Alexandrias universitet och från 1974 på University of Bradford. Han disputerade vid University of Birmingham på en avhandling om mobiltelefoni. Han är gift med radiologen Hania Mohamed och har två barn.

## Arbetsliv
Mo Ibrahim var från 1983 anställd som teknisk direktör för mobiltelefoni inom British Telecom-koncernen. Han grundade 1989 konsult- och mjukvaruföretaget Mobile Systems International (MSI), som köptes av Marconi Company år 2000. År 1998, avskiljde MSI det holländskbaserade dotterföretaget MSI-Cellular Investments, som senare namnändrades till Celtel och som blev en av de största telekomoperatörerna i Afrika under en mycket expansiv period för mobiltelefoni i Afrika. Denna företagsgrupp köptes år 2005 av det kuwaitiska telekomföretaget MTC Kuwait och döptes om till Zain Group.
Time Magazine utnämnde Mo Ibrahim som en av världens 100 mest inflytelserika personer i sin rangordning för år 2008.

## Ibrahim-priset
Mo Ibrahim instiftade 2007 Ibrahim-priset för afrikanskt ledarskap, ett afrikanskt pris för förtjänstfullt statsmannaskap. De första prisen utdelades till Joaquim Chissano och Festus Mogae.

## Mo Ibrahim-stiftelsen

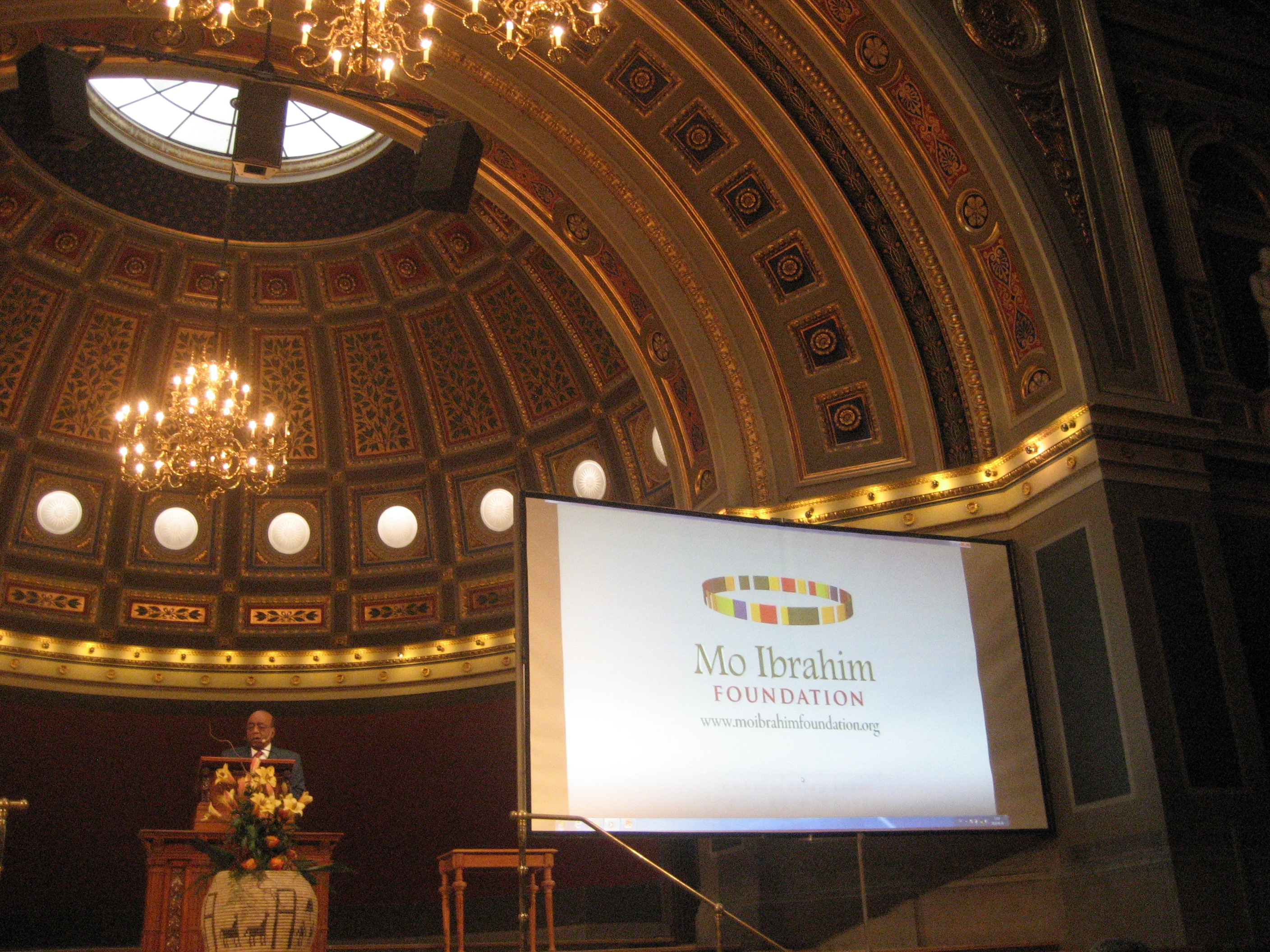
Mo Ibrahim talar i Uppsala 2014

Mo Ibrahim stiftade Mo Ibrahim Foundation år 2004. Stiftelsen delar ut Mo Ibraham-priset och publicerar the Ibrahim Index of African Governance, vilket betygsätter styrelsesättet i 48 länder i Afrika söder om Sahara.
Länderna rangordnas efter faktorer som trygghet, korruption och respekt för mänskliga rättigheter. Detta index har utarbetats av stiftelsen i samarbete med professorerna vid Kennedy School of Government Robert Rotberg och Rachel Gisselquist.

### Webbkällor
- Biografi över Mo Ibrahim på the Wharton Scool of the University of Pennsylvania:s webbplats, läst 2010-07-25